# ヴィクター・ガーバー
ヴィクター・ガーバー（Victor Joseph Garber、1949年3月16日 - ）は、カナダ・オンタリオ州出身の俳優。身長188cm。

## 来歴

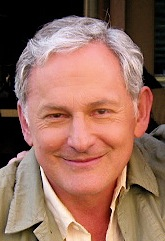
2006年

1949年にカナダオンタリオ州に生まれる。ロシア系ユダヤ人。9歳の頃から舞台に立ち、16歳の時にはトロント大学の演劇サマーセッションに16週間参加した。また一時期、フォークソング歌手としても活動しており、The Sugar Shoppeというバンドグループで活躍した。1967年には、その年の人気音楽のトップ40に入るほどだった。その人気はアメリカへも飛び火して、『エド・サリヴァン・ショー』や『ジョニー・カーソン・ショー』などへミュージシャンとしても出演している。役者としても徐々に経験を積んでいき、約20年間ブロードウェイで主役を演じ、アラン・アルダやアルフレッド・モリーナら等と共演。トニー賞に4度ノミネートされている。その後、映画やテレビなどにコンスタントに出演を続け、テレビドラマ『エイリアス』で主人公の父親ジャック・ブリストウ役を演じたことにより知名度が上がった。音楽活動は現在でもつづけており、その才能は舞台でも活かされている。中にはスティーヴン・ソンドハイムの『A Little Night Music』や、『スウィーニー・トッド』などでその歌唱力が披露された。舞台ではブロードウェイの他、オフ・ブロードウェイへも出演している。
映画においては、1997年に出演したジェームズ・キャメロン監督の『タイタニック』でも知られるようになり、ゴールディ・ホーン、ベット・ミドラー、ダイアン・キートン主演のコメディ『ファースト・ワイフ・クラブ』や、ショーン・ペンがアカデミー主演男優賞に輝いた『ミルク』などの話題作にも出演。近年ではベン・アフレックが監督してアカデミー作品賞を受賞した『アルゴ』にも出演している。

## 私生活
2012年に自身がゲイであることを公表。ニューヨークで、13年間に及ぶパートナーと共に住んでいる。

## 出演作品

### 映画
| 公開年 | 邦題 原題                                                                                 | 役名                             | 備考                           |
| ------ | ----------------------------------------------------------------------------------------- | -------------------------------- | ------------------------------ |
| 1973   | ゴッドスペル Godspell: A Musical Based on the Gospel According to St. Matthew             | イエス                           |                                |
| 1985   | ケリー・マクギリスの プライベート・セッション Private Sessions                            | ジェリー                         | テレビ映画                     |
| 1992   | 煉獄の中で The First Circle                                                               | リュー                           | テレビ映画                     |
| 1992   | ライト・スリーパー Light Sleeper                                                          | ティス・ブルック                 |                                |
| 1992   | シングルス Singles                                                                        | 父親                             | クレジットなし                 |
| 1993   | ウーマン・オン・ザ・ラン Woman on the Run: The Lawrencia Bembenek Story                   | フランク                         | テレビ映画                     |
| 1993   | ライフ with マイキー Life with Mikey                                                      | ブライアン                       |                                |
| 1993   | めぐり逢えたら Sleepless in Seattle                                                       | グレッグ                         |                                |
| 1994   | エキゾチカ Exotica                                                                        | ハロルド・ブラウン               |                                |
| 1994   | ミックス・ナッツ/イブに逢えたら Mixed Nuts                                                | 怒った隣人                       | 声の出演                       |
| 1995   | 禁断症状/クレプトマニア Kleptomania                                                       | モーガン・アレン                 |                                |
| 1995   | ジェフリー! Jeffrey                                                                       | ティム                           |                                |
| 1996   | ファースト・ワイフ・クラブ The First Wives Club                                           | ビル・アチソン                   |                                |
| 1997   | 見覚えのある顔 Let Me Call You Sweetheart                                                 | ジェフ                           | テレビ映画                     |
| 1997   | タイタニック Titanic                                                                      | トーマス・アンドリュース         |                                |
| 1997   | シンデレラ Cinderella                                                                     | マクシミリアン王                 | テレビ映画                     |
| 1998   | ステラが恋に落ちて How Stella Got Her Groove Back                                         | アイザック                       | クレジットなし                 |
| 1999   | アニー Annie                                                                              | オリヴァー・ワーヴァックス       | テレビ映画                     |
| 2000   | クリミナル・ファイル/恐喝 Love and Murder                                                 | フィリップ・ミラード             | テレビ映画                     |
| 2000   | クリミナル・ファイル/嫉妬 Deadly Appearances                                              | フィリップ・ミラード             | テレビ映画                     |
| 2001   | ニール・サイモンのスーパー・コメディアンと７人のギャグマンたち Laughter on the 23rd Floor | ケニー・フランクス               | テレビ映画                     |
| 2001   | ジュディ・ガーランド物語 Life with Judy Garland: Me and My Shadows                        | シド・ラフト                     | テレビ映画                     |
| 2001   | キューティ・ブロンド Legally Blonde                                                       | キャラハン教授                   |                                |
| 2001   | ウーピーはMissサンタクロース Call Me Claus                                                | テイラー                         | テレビ映画                     |
| 2002   | エバーラスティング 時をさまようタック Tuck Everlasting                                    | ロバート・フォスター             |                                |
| 2003   | 恋するミュージック・マン♪ The Music Man                                                   | シン市長                         | テレビ映画                     |
| 2008   | ミルク Milk                                                                               | モスコーニ市長                   |                                |
| 2009   | スター・トレック Star Trek                                                                | クリンゴン人                     | ただし、登場シーンは削除された |
| 2010   | ザ・タウン The Town                                                                       | 銀行のアシスタント・マネージャー | クレジットなし                 |
| 2011   | アイス・クエイク Ice Quake                                                                | ビル・ヒューズ                   | テレビ映画                     |
| 2011   | カンフー・パンダ2 Kung Fu Panda 2                                                         | マスター・サイ                   | 声の出演                       |
| 2012   | アルゴ Argo                                                                               | ケン・テイラー                   |                                |
| 2013   | タイム・チェイサー I'll Follow You Down                                                   | サル                             |                                |
| 2013   | ハンターズ グリム童話の秘宝を追え! The Hunters                                            | メイソン                         | テレビ映画                     |
| 2014   | ビッグゲーム 大統領と少年ハンター Big Game                                                | 副大統領                         |                                |
| 2015   | ボーダーライン Sicario                                                                    | デイヴ・ジェニングス             |                                |
| 2015   | 遺伝子組み換え食品 Consumed                                                               | Dan                              |                                |
| 2015   | セルフレス/覚醒した記憶 Self/less                                                         | マーティン                       |                                |
| 2017   | ライ麦畑の反逆児 ひとりぼっちのサリンジャー Rebel in the Rye                              | ソル・サリンジャー               |                                |
| 2019   | ダーク・ウォーターズ 巨大企業が恐れた男 Dark Waters                                       | フィル・ドネリー                 |                                |
| 2020   | ハピエスト・ホリデー 私たちのカミングアウト Happiest Season                               | テッド                           |                                |
| 2023   | ウィッシュ (映画) Wish                                                                    | サビーノ                         | 声の出演                       |
| TBA    | The Gettysburg Address                                                                    | William L. Saunders              | 声の出演 ポストプロダクション  |

### テレビシリーズ
| 放映年    | 邦題 原題                                                                 | 役名                                        | 備考                                                                 |
| --------- | ------------------------------------------------------------------------- | ------------------------------------------- | -------------------------------------------------------------------- |
| 1986      | トワイライト・ゾーン The Twilight Zone                                    |                                             | 「エイリアン来襲！」                                                 |
| 1993      | セサミストリート                                                          | チャールズさん                              | シーズン25 第3130話「チャールズさんとバークレー」                    |
| 1995      | LAW & ORDER Law & Order                                                   | ポール・サンディグ                          | 第6シーズン第3話「残酷な罰」                                         |
| 2001      | そりゃないぜ!? フレイジャー Frasier                                       | ファーガソン                                | 計1話出演                                                            |
| 2001-2006 | エイリアス Alias                                                          | ジャック・ブリストウ                        | 計105話出演                                                          |
| 2004      | ふたりは友達? ウィル&グレイス Will & Grace                                | ピーター                                    | 計1話出演                                                            |
| 2006-2007 | Justice                                                                   | ロン・トロット                              | 計13話出演                                                           |
| 2007      | アグリー・ベティ Ugly Betty                                               | バレット教授                                | 計1話出演                                                            |
| 2007-2008 | リ・ジェネシス バイオ犯罪捜査班 ReGenesis                                 | オリヴァー・ロス                            | 計5話出演                                                            |
| 2008-2009 | 弁護士イーライのふしぎな日常 Eli Stone                                    | ジョーダン・ウェザーズビー                  | 計26話出演                                                           |
| 2009      | ラスト・クルセイダーズ The Last Templar                                   | Monsignor De Angelis                        | ミニシリーズ                                                         |
| 2009      | ナース・ジャッキー Nurse Jackie                                           | ニール                                      | 計2話出演                                                            |
| 2009      | glee/グリー Glee                                                          | ウィルの父親                                | 計1話出演                                                            |
| 2011      | スターゲイト ユニバース Stargate Universe                                 | オヴィルダ                                  | 計1話出演                                                            |
| 2011      | 30 ROCK/サーティー・ロック 30 Rock                                        | ユジーン                                    | 第5シーズン第23話「Respawn」                                         |
| 2011      | LAW & ORDER:LA Law & Order:LA                                             | ウォルター・カルヴィン                      | 計1話出演                                                            |
| 2011      | SUITS/スーツ Suits                                                        | Philip                                      | 第1シーズン第1話「弁護士の条件」                                     |
| 2011      | フラッシュポイント -特殊機動隊SRU- Flashpoint                             | ラリー・トス                                | 計3話出演                                                            |
| 2011      | 新チャーリーズ・エンジェル Charlie's Angels                               | チャールズ・“チャーリー”・タウンゼント      | 計8話出演                                                            |
| 2011      | マードック・ミステリー_〜刑事マードックの捜査ファイル〜 Murdoch Mysteries | マルコム・ラム                              | 第4シーズン第1話「正義のあり方」                                     |
| 2009-2013 | Web Therapy                                                               | キップ・ウァリス                            | 計18話出演                                                           |
| 2012      | THE FIRM ザ・ファーム 法律事務所 The Firm                                 | ドミニク                                    | 計1話出演                                                            |
| 2012      | キャシーのbig C -いま私にできること- The Big C                            | Willy                                       | 計1話出演                                                            |
| 2012      | ダメージ Damages                                                          | ベネット・ヘレショフ                        | 計3話出演                                                            |
| 2013      | Deception                                                                 | ロバート・ボワーズ                          | 計11話出演                                                           |
| 2014      | グッド・ワイフ The Good Wife                                              | ロウドン・スペンサー判事                    | 第5シーズン第12話「ダブル審判裁判」                                  |
| 2014      | スリーピー・ホロウ Sleepy Hollow                                          | Mr. Crane                                   | 第1シーズン第13話「第2の騎士の出現」                                 |
| 2015      | Motive                                                                    | ネヴィル・モンゴメリー                      | 計4話出演                                                            |
| 2015-2017 | THE FLASH/フラッシュ The Flash                                            | マーティン・シュタイン / ファイヤーストーム | 計11話出演                                                           |
| 2016      | Vixen                                                                     | マーティン・シュタイン / ファイヤーストーム | 声の出演 計1話出演                                                   |
| 2016-2017 | レジェンド・オブ・トゥモロー Legends of Tomorrow                          | マーティン・シュタイン / ファイヤーストーム | 計41話出演                                                           |
| 2017      | SUPERGIRL/スーパーガール Supergirl                                        | マーティン・シュタイン / ファイヤーストーム | 第3シーズン第8話「クライシス・オン・インフィニット・アース パート1」 |
| 2017      | ARROW/アロー Arrow                                                        | マーティン・シュタイン / ファイヤーストーム | 第6シーズン第8話「クライシス・オン・アースX パート2」                |
| 2017-2019 | 宇宙探査艦オーヴィル The Orville                                          | オルゼー提督                                | 計6話出演                                                            |
| 2019      | メリー・アン・シングルトンの物語 Tales of the City                        | Sam Garland                                 | 計7話出演                                                            |
| 2020      | シッツ・クリーク Schitt's Creek                                           | クリフトン・スパークス                      | 第6シーズン第10話「また陽はのぼる」                                  |
| 2021      | Family Law                                                                | ハリー・スヴェンソン                        |                                                                      |